# Коппола, София
Софи́я Карми́на Ко́ппола (англ. Sofia Carmina Coppola, род. 14 мая 1971, Нью-Йорк, США) — американский кинорежиссёр, сценаристка, актриса и кинопродюсер.
Коппола ещё ребёнком снялась в нескольких фильмах своего отца Фрэнсиса Форда Копполы. Её первой полнометражной режиссёрской работой стал фильм «Девственницы-самоубийцы» (1999). Второй фильм «Трудности перевода» (2003) стал кассовым хитом, был восторженно встречен критиками, получил четыре номинации на «Оскар», включая номинацию за лучший фильм, и принёс Копполе ряд наград за сценарий, в том числе «Оскар» за лучший оригинальный сценарий.
Среди других отмеченных наградами фильмов — «Где-то» («Золотой лев» Венецианского кинофестиваля, 2010) и «Роковое искушение» (приз Каннского кинофестиваля за лучшую режиссуру, 2017). Последний на данный момент фильм «Присцилла» вышел в 2023 году.

## Биография
София Коппола была третьим ребёнком в семье кинорежиссёра Фрэнсиса Форда Копполы и документалистки Элеоноры Джесси Копполы (урождённой Нил). Старшие братья Джан-Карло (Джио) и Роман с юности работали в разном качестве на фильмах отца; Джио погиб в 1986 году, Роман — продюсер нескольких фильмов Софии, а также режиссёр и сценарист. Другие её родственники тоже связаны с кино: София — племянница актрисы Талии Шайр и двоюродная сестра Николаса Кейджа, Джейсона Шварцмана и Кристофера Копполы. Племянница Софии Джиа Коппола (дочь Джан-Карло) — тоже режиссёр.
София Коппола с младенчества стала появляться в фильмах своего отца. Наиболее известная роль из этого периода — ребёнок в сцене крещения в «Крёстном отце». Когда Вайнона Райдер по состоянию здоровья в последний момент отказалась от роли Мэри Корлеоне в снимавшейся в Риме третьей части «Крёстного отца» (1990), Фрэнсис настоял, чтобы её сыграла София, которая прилетела в тот же город на каникулы, хотя она всё ещё не была профессиональной актрисой и ей срочно потребовалось брать уроки у преподавателей актёрской техники. В результате София стала главной мишенью кинокритиков и получила две «Золотые малины» (худшая женская роль второго плана и «худшая новая звезда»). Коппола-старший говорил: «Дочь получила пулю, предназначенную Майклу Корлеоне, а моя дочь закрыла меня». Эта неудача почти завершила её актёрскую карьеру, хотя позже она играла в независимом фильме «Записки Манки Зеттерлэнда» (1992), появилась в камео в блокбастере «Звёздные войны. Эпизод I: Скрытая угроза» (1999) и сыграла в полнометражном дебюте Романа Копполы «Агент «Стрекоза»».
В 1998 году София Коппола дебютировала как кинорежиссёр короткометражным фильмом «Превзойти звезду» о девочках-подростках. Первым полнометражным фильмом Копполы стали «Девственницы-самоубийцы», экранизация одноимённого романа Джеффри Евгенидиса, для которой она переработала роман, представляющий собой повествование от лица многочисленных ненадёжных рассказчиков, в киносценарий. В главной роли снялась шестнадцатилетняя Кирстен Данст, которая позже сыграет у Копполы ещё дважды. Фильм был показан на фестивале Сандэнс и в каннском двухнедельнике режиссёров, но Коппола осталась недовольна тем, как Paramount продвигала фильм.
Вторая режиссёрская работа Копполы «Трудности перевода» (2003) получила премию «Оскар» за оригинальный сценарий и три премии «Золотой глобус», в том числе в категории «Лучшая картина». Получив номинацию на «Оскар» в качестве лучшего режиссёра, Коппола стала третьей женщиной и первой американкой, претендовавшей на «Оскар» за режиссуру, но проиграла Питеру Джексону.
Третий полнометражный фильм, байопик французской королевы «Мария-Антуанетта» (2006) Коппола поставила по её биографии, написанной Антонией Фрейзер. Заглавную роль сыграла Кирстен Данст, а в роли её супруга снялся кузен Софии Джейсон Шварцман. «Мария-Антуанетта» стала самым дорогим в производстве фильмом Копполы (бюджет составил 40 млн долларов); съёмочная группа получила разрешение на работу непосредственно в Версальском дворце. Реакция критиков на фильм, премьера которого прошла в основном конкурсе Каннского кинофестиваля, разделилась, оппоненты возмущались его антиисторизмом, воплощённом в поп-саундтреке. Фильм «Где-то» о взаимоотношениях голливудского актёра (Стивен Дорфф) и его одиннадцатилетней дочери (Эль Фэннинг) победил на 67-м Венецианском кинофестивале.
В 2009 году разработала для бренда Louis Vuitton дизайн сумки, которая с тех пор носит её имя. В 2014 году вошла в состав жюри 67-го Каннского кинофестиваля.
В 2017 году Коппола поставила ремейк фильма Дона Сигела «Обманутый», в российском прокате фильм получивший название «Роковое искушение», с участием Колина Фаррелла, Кирстен Данст, Уны Лоуренс и Эль Фэннинг. В 2020 году вышел фильм «Последняя капля». В 2022 году началась работа над картиной «Присцилла: Элвис и я», основанной на книге «Элвис и я» о семейной жизни Элвиса и Присциллы Пресли. Премьера «Присциллы» состоялась на 80-м Венецианском кинофестивале в сентябре 2023 года, картина участвовала в основном конкурсе и претендовала на главную награду — Золотого льва.
Регулярный мотив в фильмах Копполы — девушка или молодая женщина, обнаруживающая себя в своего рода «золотой клетке»: для сестёр Лисбон в «Девственницах-самоубийцах» ей становится дом гиперопекающих родителей, для героини Скарлетт Йохансон в «Трудностях перевода» — люксовый номер токийского отеля, для Марии-Антуанетты — Версаль, для Присциллы Пресли — Грейсленд. По словам Эмили Йошида, фильмы Копполы заставляют почувствовать себя молодой, красивой и грустной; перед таким предложением невозможно устоять, и это принесло ей уважение критиков, культовый статус у поклонников и собственное место в современном каноне. Йошида помещает Копполу в традицию описания женщинами женской меланхолии, восходящую к прозе сестёр Бронте и поэзии Эмили Дикинсон.

## Личная жизнь
В 1999—2003 годах София была замужем за режиссёром Спайком Джонзом (род. 1969).
С 27 августа 2011 года она замужем за французским музыкантом Тома Маром, лидером группы Phoenix. Они познакомились, когда Мар участвовал в записи саундтрека к «Девственницам-самоубийцам» группы Air, и начали встречаться во время съёмок «Марии-Антуанетты». У супругов есть две дочери — Роми (род. 2006) и Козима (род. 2010).

## Фильмография

### Полнометражные фильмы
| Год  | Название                                 | Режиссёр | Сценарист | Продюсер | Актриса | Роль               | Примечания                 |
| ---- | ---------------------------------------- | -------- | --------- | -------- | ------- | ------------------ | -------------------------- |
| 1972 | Крёстный отец                            |          |           |          | Да      | Майкл Рицци        |                            |
| 1974 | Крёстный отец 2                          |          |           |          | Да      | Ребёнок на корабле |                            |
| 1983 | Изгои                                    |          |           |          | Да      | Маленькая девочка  |                            |
| 1983 | Бойцовая рыбка                           |          |           |          | Да      | Сестра Пэтти       |                            |
| 1984 | Клуб «Коттон»                            |          |           |          | Да      | Уличный ребёнок    |                            |
| 1986 | Пэгги Сью вышла замуж                    |          |           |          | Да      | Нэнси Кэлчер       |                            |
| 1987 | Анна                                     |          |           |          | Да      | Нюддл              |                            |
| 1988 | Такер: Человек и его мечта               |          |           |          | Да      | Девушка            |                            |
| 1989 | Нью-йоркские истории                     |          | Да        |          |         |                    | Костюмер и дизайнер титров |
| 1990 | Дух 76-го                                |          |           |          | Да      | Девушка на параде  | Костюмер                   |
| 1990 | Крёстный отец 3                          |          |           |          | Да      | Мэри Корлеоне      |                            |
| 1992 | Записки Манки Зеттерлэнда                |          |           |          | Да      | Синди              |                            |
| 1999 | Звёздные войны. Эпизод I: Скрытая угроза |          |           |          | Да      | Саше               |                            |
| 1999 | Девственницы-самоубийцы                  | Да       | Да        |          |         |                    |                            |
| 2001 | Агент «Стрекоза»                         |          |           |          | Да      | Хозяйка Энцо       |                            |
| 2003 | Трудности перевода                       | Да       | Да        | Да       |         |                    |                            |
| 2006 | Мария-Антуанетта                         | Да       | Да        | Да       |         |                    |                            |
| 2010 | Где-то                                   | Да       | Да        | Да       |         |                    |                            |
| 2013 | Элитное общество                         | Да       | Да        | Да       |         |                    |                            |
| 2017 | Травиата                                 | Да       |           |          | Да      | Камео              |                            |
| 2017 | Роковое искушение                        | Да       | Да        | Да       |         |                    |                            |
| 2020 | Последняя капля                          | Да       | Да        | Да       |         |                    |                            |
| 2023 | Присцилла: Элвис и я                     | Да       | Да        | Да       |         |                    |                            |

### Короткометражные фильмы
| Год  | Название                                 | Режиссёр | Сценарист | Продюсер | Актриса | Роль         | Примечания                     |
| ---- | ---------------------------------------- | -------- | --------- | -------- | ------- | ------------ | ------------------------------ |
| 1984 | Франкенвини                              |          |           |          | Да      | Энни Чамберс |                                |
| 1996 | Кровать, ванная и то что за её пределами | Да       |           |          |         |              |                                |
| 1998 | Превзойти звезду                         | Да       | Да        | Да       |         |              |                                |
| 1999 | Торренс Рэйсес                           |          |           |          | Да      | Камео        | Псевдодокументальный; оператор |

### Телевидение
| Год     | Название                   | Режиссёр | Сценарист | Продюсер | Актриса | Роль                | Примечания         |
| ------- | -------------------------- | -------- | --------- | -------- | ------- | ------------------- | ------------------ |
| 1986-87 | Театр волшебных историй    |          |           |          | Да      | Гвендолин / Ребёнок | Сериал, 2 эпизода  |
| 1994    | Привет, Октан              |          | Да        | Да       | Да      | Ведущая             | Сериал, 4 эпизода  |
| 2002    | Высокооктановый            |          |           | Да       |         |                     | Сериал             |
| 2003    | Платина                    |          | Да        | Да       |         |                     | Сериал, 6 эпизодов |
| 2013    | Между двумя папоротниками  |          |           |          | Да      | Флорист             | Сериал, 1 эпизод   |
| 2015    | Очень мюреевское рождество | Да       | Да        | Да       |         |                     | Телефильм          |
| 2022    | Что мы делаем в тени       |          |           |          | Да      | Камео               | Сериал, 1 эпизод   |

### Музыкальные видео
| Год  | Исполнитель           | Клип                                     | Режиссёр | Продюсер | Актриса | Роль                    |
| ---- | --------------------- | ---------------------------------------- | -------- | -------- | ------- | ----------------------- |
| 1991 | Sonic Youth           | Mildred Pierce                           |          |          | Да      | Джоан Кроуфорд          |
| 1992 | Мадонна               | Deeper And Deeper                        |          |          | Да      | Подруга                 |
| 1992 | The Black Crowes      | Sometimes Salvation                      |          |          | Да      | Нью-йоркская наркоманка |
| 1993 | Уолт Минк             | Shine                                    | Да       | Да       |         |                         |
| 1994 | Beastie Boys          | Ciao L.A                                 |          | Да       | Да      | Бритни                  |
| 1996 | The Flaming Lips      | This Here Giraffe                        | Да       |          |         |                         |
| 1997 | The Chemical Brothers | Elektrobank                              |          |          | Да      | Джанет                  |
| 2000 | Phoenix               | Funky Squaredance                        |          |          | Да      | Камео                   |
| 2000 | Air                   | Playground Love                          | Да       |          | Да      | Камео                   |
| 2003 | The White Stripes     | I Just Don’t Know What to Do with Myself | Да       |          |         |                         |
| 2003 | Кевин Шилдс           | City Girl                                | Да       |          |         |                         |
| 2013 | Phoenix               | Chloroform                               | Да       |          |         |                         |

### Режиссёр рекламных роликов
| Год  | Название                               |
| ---- | -------------------------------------- |
| 2000 | Un matin partout dans le monde         |
| 2008 | Dior: Miss Dior Cherie                 |
| 2012 | Dior: City of Light                    |
| 2012 | Marni                                  |
| 2013 | Dior: La vie en rose                   |
| 2013 | Marc Jacobs: Daisy                     |
| 2014 | Gap: Dress Normal                      |
| 2017 | Calvin Klein: Underwear Women’s Spring |

## Премии и награды
- 2001 — «Молодой Голливуд»
- 2004 — Премия «Оскар» за лучший оригинальный сценарий — «Трудности перевода»
- 2004 — Премия «Золотой глобус» за лучший оригинальный сценарий — «Трудности перевода»
- 2005 — Премия «Сезар» за лучший иностранный фильм года — «Трудности перевода»
- 2010 — «Золотой лев» Венецианского кинофестиваля за лучший фильм года — «Где-то»
- 2017 — Приз Каннского кинофестиваля за лучшую режиссуру — «Роковое искушение»